# Stewart Adams (kémikus)
Stewart Adams (Byfield, 1923. április 16. – Nottingham, 2019. január 30.) brit kémikus, farmakológus. A Boots fejlesztő csapatának tagjaként 1961-ben ő találta fel az Ibuprofént. 

## Élete
Northamptonshire-ben született. Édesapja vasutas volt. Egy falusias területen nőt fel. Két bátyja, egy nővére és egy öccse volt. Tizenöt éves korában otthagyta tanulmányait, hogy állást szerezhessen a Boots nevű patikacégnél.
1961-ben Dr. Adams John Nicholson szerves vegyésszel szabadalmi bejelentést nyújtott be a 2-(4-isobutylphenyl) propionsav vegyületre. A vegyület később Ibuprofén néven lett ismert.
Hosszú betegség után hunyt el 2019-ben, 95 éves korában. Halálát tüdőgyulladás okozta.